# Emilia Roig
Emilia Roig, née le 10 avril 1983 à Dourdan (Essonne), est une politologue, essayiste et activiste française spécialisée dans l'intersectionnalité et la lutte contre les discriminations. Elle vit depuis 2005 à Berlin, où elle a fondé le Center for Intersectional Justice.

## Biographie
Emilia Zenzile Roig a grandi en banlieue parisienne. Son père, juif algérien, est médecin et sa mère, originaire de Martinique, infirmière. Les parents de Roig se sont rencontrés en Guyane française et se sont installés en région parisienne.
Roig commence ses études en France et obtient en 2006 un master en management et en droit international à l'université Jean Moulin à Lyon. Elle étudie ensuite à Berlin à la Hertie School of Governance, où elle obtient en 2010 un master en politique publique. En 2015, elle soutient sa thèse de doctorat en sciences politiques sur la discrimination intersectionnelle à l'Université Lumière-Lyon II, en cotutelle avec l'Université Humboldt de Berlin.
En 2017, elle fonde le Center for Intersectional Justice (CIJ), une organisation à but non lucratif basé à Berlin qui se consacre à la promotion de l'égalité et de la justice pour tous en combattant les formes croisées d'inégalité structurelle et de discrimination en Europe.
En 2021, elle publie son premier essay Why We Matter: Das Ende der Unterdrückung (Pourquoi nous comptons : La fin de l'oppression). En s'appuyant notamment sur sa propre histoire familiale, elle décrit comment les hiérarchies de pouvoir et les systèmes d'oppression peuvent être identifiés et combattus.
Fin 2021, elle participe à la campagne «Visibilité des lesbiennes » du Sénat de Berlin.
En 2023, elle publie son deuxième essay Das Ende der Ehe. Für eine Revolution der Liebe (La fin du mariage. Pour une révolution de l'amour).
Roig est divorcée, mère d'un enfant et vit à Berlin. Elle se définit comme queer. Son essai Why We Matter: Das Ende der Unterdrückung va être traduit en français en 2025 et publié aux Éditions Hors d'atteinte.

## Œuvres
- Why We Matter: Das Ende der Unterdrückung. Aufbau Verlag, Berlin 2021,  (ISBN 978-3-351-03847-2)
- Das Ende der Ehe. Für eine Revolution der Liebe. Ullstein, Berlin 2023,  (ISBN 978-3-550-20228-5)

## Distinctions
- Prix Edition F 2021 dans la catégorie « Société »[9]
- Élue « Femme la plus influente de l'année » dans le cadre du prix Impact de la diversité 2022